# Holland (Indiana)
Holland es un pueblo ubicado en el condado de Dubois en el estado estadounidense de Indiana.En el Censo de 2010 tenía una población de 626 habitantes y una densidad poblacional de 764,87 personas por km².

## Geografía
Holland se encuentra ubicado en las coordenadas 38°14′46″N 87°2′18″O / 38.24611, -87.03833. Según la Oficina del Censo de los Estados Unidos, Holland tiene una superficie total de 0.82 km², de la cual 0.82 km² corresponden a tierra firme y (0.32%) 0 km² es agua.

## Demografía
Según el censo de 2010, había 626 personas residiendo en Holland. La densidad de población era de 764,87 hab./km². De los 626 habitantes, Holland estaba compuesto por el 96.01% blancos, el 0.16% eran afroamericanos, el 0.64% eran amerindios, el 0.32% eran asiáticos, el 0.16% eran isleños del Pacífico, el 2.24% eran de otras razas y el 0.48% pertenecían a dos o más razas. Del total de la población el 3.67% eran hispanos o latinos de cualquier raza.